# تانگ فی
تانگ فی (چینی: 唐飛؛ زادهٔ ۱۵ مارس ۱۹۳۲) یک سیاست‌مدار اهل تایوان که از ۲۰ مه ۲۰۰۰ تا ۶ اکتبر ۲۰۰۰ نخست‌وزیر این کشور بود.